# Apamea nepalensis
Apamea nepalensis är en fjärilsart som beskrevs av Charles Boursin 1964. Apamea nepalensis ingår i släktet Apamea och familjen nattflyn. Inga underarter finns listade i Catalogue of Life.